# Daisuke Ono
Daisuke Ono (jap. 小野 大輔 Ono Daisuke; ur. 4 maja 1978 w Sakawie) – japoński seiyū i aktor, w latach 1999–2016 związany z agencją Mausu Promotion, a od 2016 roku freelancer.

## Kariera zawodowa

### Dubbing i aktorstwo
Ono Daisuke swoją karierę rozpoczął w 2001 podpisując wówczas kontrakt z agencją Mausu Promotion. 
W 2010 roku zdobył nagrodę w kategorii najlepszego aktora pierwszoplanowego w plebiscycie Seiyū Awards za rolę Sebastiana Michaelisa w serialu anime Kuroshitsuji.
1 lutego 2016 rozwiązał kontrakt z długoletnią agencją Mausu Promotion i zaczął działalność jako freelancer. 

### Dziennikarstwo
Od kwietnia 2014 do marca 2013 był także gospodarzem MAG Net z innym seiyuu - Saori Gotou. Wraz z kolegą seiyuu Kamiyą Hiroshi jest gospodarzem 神谷浩史・小野大輔のDear Girl ～Stories～, który jest jednym z najstarszych i jednym z najbardziej rozpowszechnionych programów radiowych prowadzonych przez seiyuu. Prowadził także inne programy, w tym Ono Daisuke, Kondou Takayuki no Yume Bouken -Dragon&Tiger- z seiyuu Takayuki Kondou. Wraz z Kamiyą Hiroshi założył air band „MASOCHISTIC ONO BAND”, który zadebiutował w Nippon Budoukan w 2013 roku i który składa się z pracowników programu radiowego DGS.

### Muzyka
W latach 2011–2020 był członkiem zespołu śpiewającego „DAT” z Takayuki Kondou. W 2021 roku wznowili działalność jako TRD z YouTube Show i wydali płytę CD 16 czerwca 2021 roku. Jest liderem „DABA”, projektu utworzonego w 2008 roku, skupiającego Fukuyamę Jun, Hino Satoshi, Tachibana Shinnosuke, Suganuma Hisayoshi, Majima Junji i Kondo Takayuki. Wszyscy są męskimi aktorami głosowymi urodzonymi w 1978 roku. 
Ono Daisuke jest liderem i gospodarzem corocznego koncertu OrePara (założonego w 2008 roku), z Suzumurą Kenichim, Morikubo Showtaro i Terashimą Takumą (zastępując Iwatę Mitsuo od 2014 roku).

## Filmografia
Ważniejsze role są pogrubione.

### Seriale anime
2002
- Full Metal Panic! (Shota Sakamoto)
- Lupin III: Episode 0 'First Contact'  (special)
- Weiß kreuz Glühen

2003
- Ashita no Nadja (Massimo w odc. 20)
- AVENGER
- D.C.: Da Capo (Kuri Rix)
- Full Metal Panic? Fumoffu (Shota Sakamoto)
- Godannar (Sugiyama)
- Hungry Heart: Wild Striker (Kikumoto Hajime)
- Kimi ga Nozomu Eien (mężczyzna w odc. 10)
- Mermaid Melody Pichi Pichi Pitch (pracownik A w odc. 20)
- Mujin Wakusei Survive
- Onegai ☆ Twins (mężczyzna w odc. 1)
- R.O.D the TV (Redaktor naczelny)
- Rockman.exe Axess (PrisMan.EXE)
- Mahō Sensei Negima! (Albireo Imma)
- Saiyuki Reload (Demon w odc. 18)
- Scrapped Princess (Kidaf Gillot the Silencer)
- Tsukihime (kilka drobnych ról)

2004
- Agatha Christie's Great Detectives Poirot and Marple (Harold Crackenthorpe w odc. 23)
- Black Jack
- Burst Angel (Student C)
- Elfen Lied (ojciec Kouty w odc. 12)
- Futakoi (Juntarō Gonda)
- Gakuen Alice (kilka drobnych ról)
- Genshiken (Otaku A w odc. 3, przewodniczący rady studentów w odc. 5)
- Godannar SECOND SEASON (Sugiyama)
- Midori Days (mistrz Qi Gongw odc. 11)
- Naruto (Toki)
- Ninin Ga Shinobuden (Ninja #2)
- Rockman.exe Stream (PrisMan.EXE, Ken)
- Saiyuki Gunlock (Bozu)
- SAMURAI 7
- ToHeart ~Remember My Memories~ (sędzia w odc. 5)
- Uta Kata (Ryo w odc. 2, turysta w odc. 7)
- Yakitate!! Japan (Examinee, Strażnik #2 Ep 41)
- Zatch Bell! (Gofure)

2005
- Air (Yukito Kunisaki, Sora)
- Best Student Council (Yūichi Kimizuka)
- Blood+ (Sorimachi)
- D.C.S.S.: Da Capo Second Season (Saburō)
- Eyeshield 21 (Kengo Mizumachi)
- Fushigiboshi no Futagohime (Aaron)
- Ginga Densetsu Weed (Kite)
- Hachimitsu to Clover (Narrator w odc. 3, student C w odc. 4, Matsuda Ichirō w odc. 12, student B w odc. 15)
- Jigoku Shōjo (Masaya Kataoka e odc. 11)
- Mushiking: King of the Beetles (Kakaro)
- Noein: To Your Other Self (Enra)
- Oden-kun (Konnya-kun)
- Play Ball (Nishida)
- Rozen Maiden ~träumend~ (Enju)
- Starship Operators (Gotō w odc. 1)

2006
- Bleach (Mabashi)
- Gift 〜eternal rainbow〜 (Sakaguchi)
- Glass no Kantai (Seek, Doll w odc. 6)
- Higurashi no naku koro ni (Mamoru Akasaka)
- Kashimashi: Girl Meets Girl (Asuta Soro)
- Mamoru-kun ni Megami no Shukufuku wo! (Maya Sudō)
- The Melancholy of Haruhi Suzumiya (Itsuki Koizumi)
- Mobile Suit Gundam Seed C.E. 73: Stargazer (Sven Cal Bayan)
- Nerima Daikon Brothers (szef gangsterów w odc. 4)
- Night Head Genesis (Beta)
- Rec (Yoshio Hatakeda)
- Red Garden (Nick)
- Witchblade (Osada)

2007
- Shinigami no Ballad (Matsumoto w odc. 6)
- Dragonaut -The Resonance- (Jin Kamishina)
- Engage Planet Kiss Dum (Shū Aiba)
- Genshiken Season 2 (przewodniczący rady studentów w odc. 7)
- Higurashi no Naku Koro ni Kai (Mamoru Akasaka w odc 1, 7)
- Idolmaster: Xenoglossia (Naraba Daidō)
- Kaze no stigma (Kazuma Yagami)
- Kotetsushin Jeeg (Kenji Kusanagi)
- Lucky ☆ Star (sam siebie w odc. 20, 21)
- Magical Girl Lyrical Nanoha StrikerS (Verossa Acous)
- Minami-ke (Hosaka)
- Rental Magica (Kagezaki)
- Seto no Hanayome (Kai Mikawa)
- Shinkyoku Sōkai Polyphonica (Akatsuki Dirrane)

2008
- Chaos;Head (Daisuke Misumi)
- Toshokan Sensō (Hikaru Asahina)
- Kuroshitsuji (Sebastian Michaelis)
- Minami-ke: Okawari (Hosaka)
- Monochrome Factor (Akira Nikaidō)
- Neo Angelique Abyss (Hyuga)
- Shina Dark (Exoda Cero Crown)
- Wagaya no Oinari-sama. (Ebisu)
- Yozakura Quartet (Kyōsuke)

2009
- 11eyes (Kakeru Satsuki)
- Arad Senki Slap Up Party (Danjin (Gold Container))
- Hanasakeru Seishōnen (Eugene Alexander du Volcan)
- The Melancholy of Haruhi Suzumiya (Itsuki Koizumi)
- Minami-ke: Okaeri (Hosaka)
- Miracle☆Train ~Ōedo-sen e Yōkoso~ (Izayoi Tsukishima)
- Pandora Hearts (Jack Vessalius)
- Sora Kake Girl (Shigure Shinguji)
- Sora no Manimani (Musa w odc. 09)
- Sora o Miageru Shōjo no Hitomi ni Utsuru Sekai (Munto)
- Umineko no Naku Koro ni (Battler Ushiromiya, młody Kinzō Ushiromiya)

2010
- Durarara!! (Shizuo Heiwajima)
- Giant Killing (Luigi Yoshida)
- Uragiri wa Boku no Namae o Shitteiru (Hotsuma Renjō)
- Working!! (Jun Satō)
- Blood Jewel (Jack Jeckers)
- Kuroshitsuji II (Sebastian Michaelis)
- The Legend of the Legendary Heroes (Sion Astal)
- Fortune Arterial (Kohei Hasekura)
- Shinrei Tantei Yakumo (Yakumo Saitō)
- Tono to Issho (Kagetsuna Katakura)
- Starry Sky (Suzuya Tohzuki)

2011
- A Channel (Mr. Satō, student A)
- Bleach (Tsukishima Shukuro)
- Dog Days (General Bernard)
- Tono to Issho: Gantai no Yabō (Kagetsuna Katakura)
- Deadman Wonderland (Nagi Kengamine)
- Dantalian no Shoka (Hugh Anthony Disward @ Huey)
- Kami-sama no Memo-chō (Sōichirō Hinamura "Yondaime")
- Nichijō (Crow)
- Ao no Exorcist (Arthur August Angel)
- Working!! (Jun Satō)
- Mobile Suit Gundam AGE (Woolf Enneacle)

2012
- Brave10 (Kirigakure Saizō)
- New Prince Of Tennis (Tokugawa Kazuya)
- Papa no Iu Koto o Kikinasai! (Kōichi Nimura)
- Kuroko no Basket (Shintarō Midorima)
- Shirokuma Café (Lama)
- AKB0048 (nauczyciel tańca)
- Space Batlleship Yamato 2199 (Susumu Kodai)
- Horizon in the Middle of Nowhere 2nd Season (Tenzō Crossunite, Hassan Fullbush)
- Magi: The Labyrinth of Magic (Sinbad)
- K (Kurō Yatogami)

2013
- Karneval (Hirato)

2014
- JoJo's Bizzare Adventure: Stardust Crusaders (Jōtarō Kūjō)
- Kuroshitsuji: Book Of Circus (Sebastian Michaelis, Jeremy Rathbone)
- Gugure! Kukkuri-san (Kukkuri-san)
- Atak Tytanów (Erwin Smith)
- Durarara x2 Shou (Shizuo Heiwajima)
- Kagami no asobi (Hades Aidoneus)
- Barakamon (Seishū Handa)

2015
- Charlotte (Shunsuke Otosaka)
- JoJo’s Bizarre Adventure: Stardust Crusaders 2nd Season (Jōtarō Kūjō)
- Kuroko’s Basket (Shintarō Midorima)
- Noragami Aragoto (Daikoku)

2016
- 91 days (Vanno)
- Dimension W (Kyōma Mabuchi)
- Magi: Sinbad no Bōken (Sinbad)
- JoJo’s Bizarre Adventure: Diamond is Unbreakable (Jōtarō Kūjō)
- Servamp (Yumikage Tsukimitsu)
- Pocałuj jego, kolego! (Tono)

2017
- Atak Tytanów (Erwin Smith)
- Black Clover (William Vangeance)
- Netsuzō Trap: NTR (Fujiwara)

2018
- Atak Tytanów (Erwin Smith)
- Legend of the Galactic Heroes: Die Neue These (Wolfgang Mittermeyer)
- JoJo’s Bizarre Adventure: Golden Wind (Jōtarō Kūjō)
- Hataraku saibō (Killer T Cell)
- Kishuku gakkō no Juliet (Airu Inuzuka)[5]

2019
- Bungou Stray Dogs (As)

2020
- Somali i Strażnik Lasu (Golem)
- Tower of God (Phonsekal Laure)
- Fire Force (Pan Ko Paat)

2021
- Hori-san to Miyamura-kun (Kyōsuke Hori)[6]

### OVA
- Baldr Force EXE Resolution (Yōsuke Kashiwagi)
- Case Closed: The Target is Kogoro Mouri!! The Detective Boys' Secret Investigation (Masaya Murakami)
- Majokko Tsukune-chan (Kuma)
- Memories Off 3.5 To the Distant Memories (Ishū Sagisawa)
- Memories Off 3.5 The Moment of Wishing (Ishū Sagisawa)
- Mizuiro (ojciec Kenjiego)
- Mobile Suit Gundam Seed C.E. 73: Stargazer (Sven Cal Bayan)
- Saint Seiya: The Lost Canvas (Cancer Manigoldo)
- Seto no Hanayome (Kai Mikawa)
- Zombie Loan (Shūji Tsugumi)
- Ciel In Wonderland (Sebastian Michaelis)
- The Making Of Kuroshitsuji II (Sebastian Michaelis)
- Welcome To The Phantomhives (Sebastian Michaelis)
- Kuroshitsuji: Book Of Murder (Sebastian Michaelis/Jeremy Rathbone)

### CD Dramy
- Asagaya Zippy (John)
- Busō Renkin （homunkulus Satō）
- Category: Freaks (Naoki Amano)
- seria Idolmaster: Xenoglossia (Naraba Daidō):
  - Idolmaster: Xenoglossia Original Drama Vol. 2
  - Idolmaster: Xenoglossia Original Drama Vol. 3
- Kamiyomi (Shōichi Ezaki)
- Karensakakōkō Karenhōsōbu (Tōru Sakaki)
- KoiGIG-Let It Bleed- (Shuu)
- Kaze no stigma (Kazuma Yagami)
- Kuroshitsuji (Sebastian Michaelis)
- The Melancholy of Haruhi Suzumiya: Sound Around (Itsuki Koizumi)
- Monochrome Factor (Akira Nikaidou)
- seria Neo Angelique series (Hyuga):
  - Neo Angelique 〜Silent Doll〜
  - Neo Angelique 〜My First Lady〜
  - Neo Angelique 〜Romantic Gift〜
  - Neo Angelique 〜Tasoga no Kishi〜
  - Neo Angelique 〜Akatsuki no Tenshi〜
- Magical Girl Lyrical Nanoha StrikerS Sound Stage (Verossa Acous)
- Memories Off (Ishū Sagisawa)
- Rust Blaster (Aldred Van Envrio)
- S.L.H Stray Love Hearts! (Kuga Reizei)
- Special A (Aoi Ogata)
- Starry Sky ~in Spring~ (Tohzuki Suzuya)
- Super Lovers (Shima Kaidou)
- seria VitaminX (Hajime Kusanagi):
  - Ultra Vitamin
  - Ultra Vitamin II -Maximum Baka-
  - LOST Vitamin 〜Amakute Hna Vitamin-zai〜
  - VitaminX Love Vitamin 〜Nemuri Hime Scramble〜
- Zombie Loan (Shūji Tsugumi)

## Nagrody
- Nagroda Seiyū (2008) za role Hosaki w Minami-ke oraz Kagezaki w Rental Magica (najlepszy aktor drugoplanowy)[7]
- Nagroda Seiyū (2010) za rolę Sebastiana Michaelisa w Kuroshitsuji (najlepszy aktor pierwszoplanowy)[8]
- Dwie Nagrody Seiyū (2015) w kategoriach: najlepszy aktor pierwszoplanowy oraz najlepsza osobowość[9]